# Bellegarde-en-Forez
Pour les articles homonymes, voir Bellegarde.
Bellegarde-en-Forez est une commune française située dans le département de la Loire en région Auvergne-Rhône-Alpes.

## Géographie
|                    | Saint-Cyr-les-Vignes | Maringes           |
| Saint-André-le-Puy | Bellegarde-en-Forez  |                    |
| Cuzieu             | Saint-Galmier        | Chazelles-sur-Lyon |

Comme son nom l'indique, Bellegarde se situe dans la plaine du Forez, aux portes des Monts du Lyonnais, sur la N89 entre Montrond-les-Bains à 5 km et Chazelles-sur-Lyon à 8 km. Saint-Étienne, la préfecture, est distante de 30 km.

### Climat
Pour des articles plus généraux, voir Climat d'Auvergne-Rhône-Alpes et Climat de la Loire.
En 2010, le climat de la commune est de type climat des marges montargnardes, selon une étude du Centre national de la recherche scientifique s'appuyant sur une série de données couvrant la période 1971-2000. En 2020, Météo-France publie une typologie des climats de la France métropolitaine dans laquelle la commune est exposée à un climat de montagne ou de marges de montagne et est dans la région climatique Nord-est du Massif Central, caractérisée par une pluviométrie annuelle de 800 à 1 200 mm, bien répartie dans l’année.
Pour la période 1971-2000, la température annuelle moyenne est de 10,6 °C, avec une amplitude thermique annuelle de 16,8 °C. Le cumul annuel moyen de précipitations est de 743 mm, avec 9,1 jours de précipitations en janvier et 7 jours en juillet. Pour la période 1991-2020, la température moyenne annuelle observée sur la station météorologique de Météo-France la plus proche, « Chazelles-Lyon », sur la commune de Chazelles-sur-Lyon à 7 km à vol d'oiseau, est de 10,6 °C et le cumul annuel moyen de précipitations est de 764,0 mm,. Pour l'avenir, les paramètres climatiques de la commune estimés pour 2050 selon différents scénarios d'émission de gaz à effet de serre sont consultables sur un site dédié publié par Météo-France en novembre 2022.

## Urbanisme

### Typologie
Au 1er janvier 2024, Bellegarde-en-Forez est catégorisée bourg rural, selon la nouvelle grille communale de densité à sept niveaux définie par l'Insee en 2022.
Elle est située hors unité urbaine. Par ailleurs la commune fait partie de l'aire d'attraction de Saint-Étienne, dont elle est une commune de la couronne,. Cette aire, qui regroupe 105 communes, est catégorisée dans les aires de 200 000 à moins de 700 000 habitants,.

### Occupation des sols
L'occupation des sols de la commune, telle qu'elle ressort de la base de données européenne d’occupation biophysique des sols Corine Land Cover (CLC), est marquée par l'importance des territoires agricoles (59,5 % en 2018), en diminution par rapport à 1990 (61,5 %). La répartition détaillée en 2018 est la suivante : 
prairies (29,9 %), forêts (29,9 %), terres arables (24,2 %), zones urbanisées (7,5 %), zones agricoles hétérogènes (5,4 %), mines, décharges et chantiers (3,1 %). L'évolution de l’occupation des sols de la commune et de ses infrastructures peut être observée sur les différentes représentations cartographiques du territoire : la carte de Cassini (XVIIIe siècle), la carte d'état-major (1820-1866) et les cartes ou photos aériennes de l'IGN pour la période actuelle (1950 à aujourd'hui).

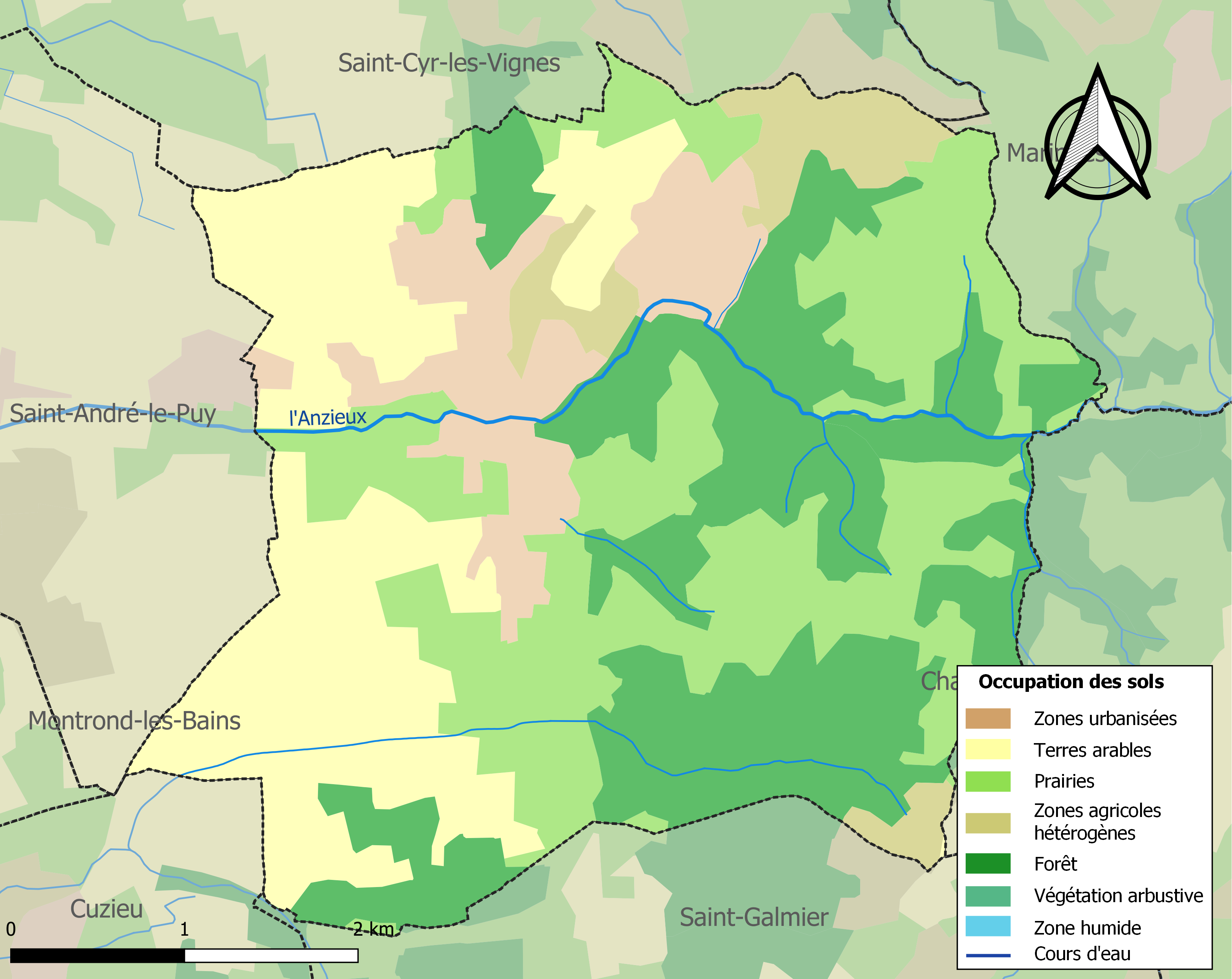
Carte des infrastructures et de l'occupation des sols de la commune en 2018 (CLC).

## Histoire

### Antiquité
Les indices concernant une ou plusieurs occupations pendant l’Antiquité sont aujourd’hui ténus. En 2006, des prospections effectuées par le Groupe de Recherches Archéologiques de la Loire (GRAL) en ont mis au jour du mobilier archéologique de l’époque gallo-romaine (fragments de tuiles et de céramiques diverses aux lieux-dits Les Vernes, La Vaure et Le Cerizet, sans toutefois pouvoir formellement identifier un habitat. Entre 2013 et 2015, des fouilles archéologiques liées à l’agrandissement des Carrières de la Loire Delage ont exhumé une nécropole de l’Antiquité tardive ou du début du Moyen-Âge au lieu-dit Ruffy,. 74 sépultures d’inhumation ont été identifiées, illustrant l’évolution des usages funéraires avec l’abandon progressif de la crémation au profit de l’inhumation. Cette évolution étant liée à l’implantation du christianisme en Gaule depuis le IVe siècle.

### Moyen-Âge
L’histoire de Bellegarde se confond assez largement avec l’histoire de son château et de ses seigneurs jusqu’à la Révolution française.

Le château et le village castral apparaissent dans les sources à partir du milieu du XIIIe siècle. Ils sont précédés chronologiquement par le prieuré Notre-Dame-des Farges attesté dès 1153 dans l’actuel bourg de Bellegarde. Ce prieuré a été fondé (probablement au Haut Moyen Âge) par l’abbaye d’Ainay, l’une des trois grandes abbayes lyonnaises avec Savigny et l’Île-Barbe. La vignette de l’armorial de Guillaume Revel représentant Bellegarde au XVe siècle suggère que le prieuré semble avoir engendré un premier bourg qui s’est maintenu jusqu’à la fin du Moyen-Âge malgré l’attraction de l’habitat exercée par le château.

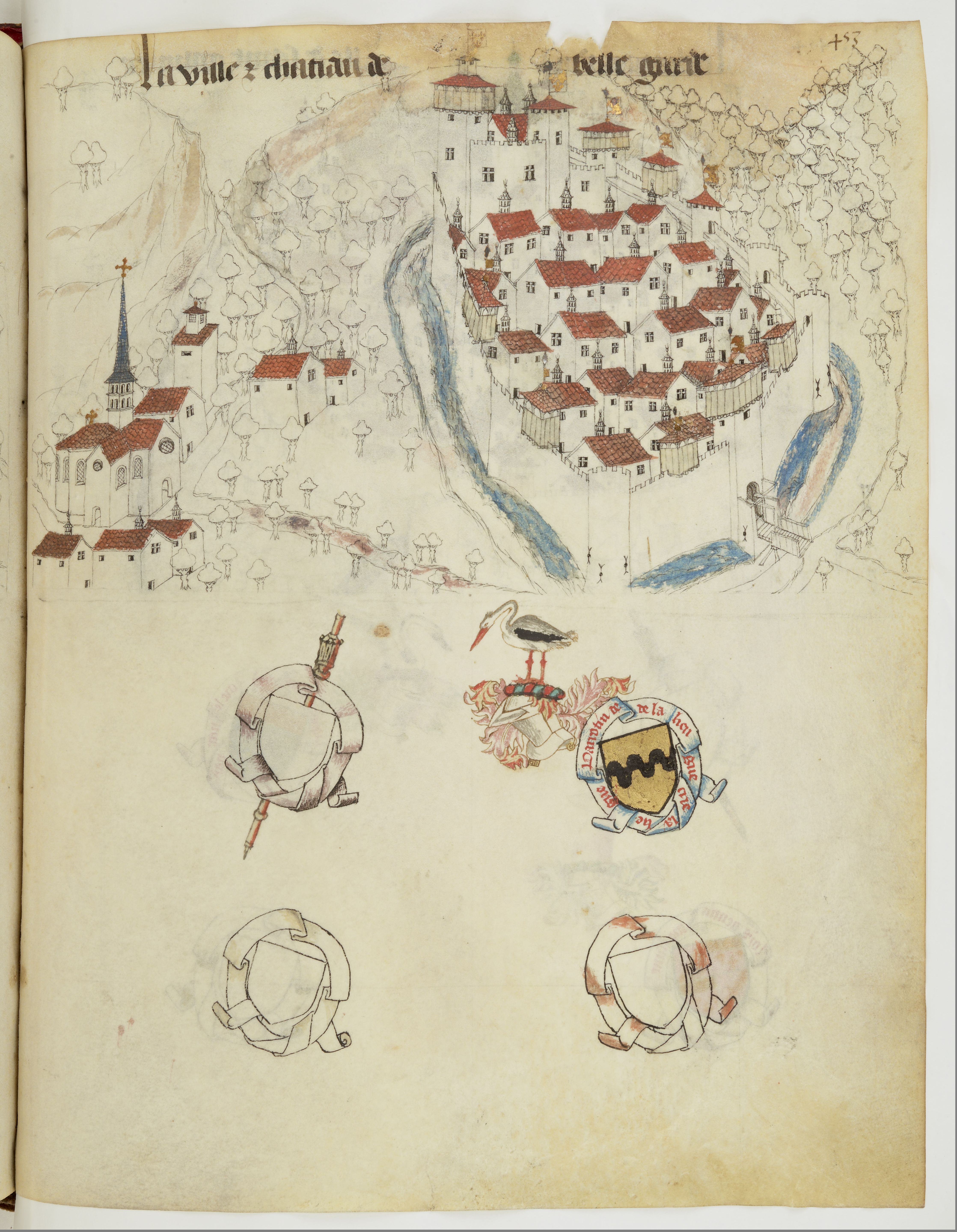
Bellegarde au milieu du XVe siècle d'après l'armorial de Guillaume Revel. Les armes de la Liègue ont été peintes : d'or à la fasce ondée de sable.

Du XIIIe siècle au début du XVIe siècle, Bellegarde est l’une des nombreuses châtellenies installées par les comtes de Forez pour contrôler leur territoire. Depuis 1173 et la conclusion d’une transaction appelée permutatio, les comtes de Forez ont renoncé à leurs prétentions sur la ville de Lyon et leurs possessions rhodaniennes en faveur de l’archevêque de Lyon. De fait, la châtellenie de Bellegarde revêt une importance stratégique puisqu’elle se trouve près de la frontière orientale du comté de Forez. Le comte y entretient des représentants de son autorité : un capitaine-châtelain et un prévôt.
Pendant la Guerre de Cent Ans, le comté de Forez est relativement éloigné des zones de conflit. Cependant, comme la plupart des provinces du royaume de France, le comté est victime de déprédations de la part de mercenaires désœuvrés pendant les périodes de paix ou de trêves : la capitale, Montbrison, est pillée et incendiée en 1359. Des visiteurs sont nommés par le comte afin de vérifier l’état des fortifications ; celles de Bellegarde semblent être en mauvais état puisque des réparations sont attestées en 1384. L’administration comtale est maintenue à Bellegarde jusqu’au début du XVIe siècle : les ducs de Bourbon, maîtres du Forez depuis 1417, conservent l’essentiel des structures administratives existantes.

### Renaissance et époque moderne
En 1523, les possessions des ducs de Bourbon sont confisquées par François Ier à la suite de la félonie de Charles de Bourbon, préalable au rattachement définitif du comté de Forez au domaine royal en 1532. René de Rougemont, seigneur de la Liègue (aujourd’hui sur la commune de Saint-Cyr-les-Vignes), achète la seigneurie de Bellegarde en 1521. Ayant épousé Béatrix de Bron dont la maison tomba en quenouille (pas d'héritier mâle), il hérita des biens de celle-ci sous la condition de relever le nom et les armes de Bron. C’est à la famille de Bron, originaire du lieu du même nom auparavant en Dauphiné, que l’on doit la construction du château actuel de Bellegarde dans la deuxième moitié du XVIe siècle. Il n’a pas remplacé l’ancien château médiéval, dont les vestiges subsistent au nord du castrum, mais a été construit en partie sud de l’emprise du village fortifié.

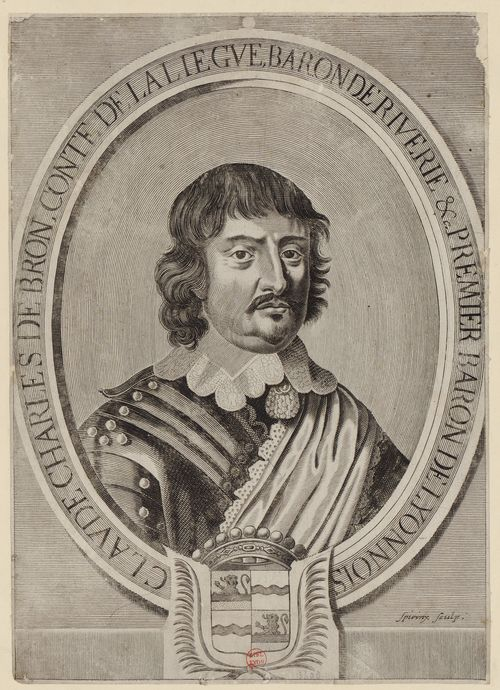
Claude-Charles de Bron, comte de la Liègue et baron de Riverie, 4e seigneur de Bellegarde.

Le château conserve aujourd’hui plusieurs éléments de la Renaissance tardive : des fenêtres à meneaux, des encadrements de portes à l’antique garnis de frontons, de pilastres et de mascarons ; une série de niches dite « des douze Césars » puisqu’elle aurait abrité des bustes de Jules César et des onze premiers empereurs romains ; ainsi qu'une cheminée monumentale datée de 1597 (inscrite MH en 1987) commandée par Antoine de Bron. Le portail de la cour d’honneur portait (probablement jusqu’à la Révolution) les armes de Bron et de la Liègue : D'or à la fasce de gueules et un lion issant de sable en chef (de Bron) et D'or à la fasce ondée de sable (la Liègue).
Faute d’études sur la période moderne après le XVIe siècle, il est difficile de déterminer si le château a connu des modifications au XVIIe siècle et au XVIIIe siècle. Des modifications ont pu avoir lieu au XVIIe siècle grâce au dernier seigneur de Bron : Claude-Charles de Bron (+1673), baron de Riverie (en Lyonnais), par son mariage avec Marthe d’Hostun perpétue des liens matrimoniaux avec de puissantes familles du Dauphiné : les Sassenage, les La Motte-Brion et les La Baume d’Hostun. Claude-Charles de Bron est mentionné dans le contrat de mariage entre Claudine de la Motte-Brion (sa nièce) et Charles-Louis-Alphonse de Sassenage (1624-1679), premier baron du Dauphiné et bâtisseur du château actuel de Sassenage dans les années 1660.
Le château passe de mains en mains jusqu’à la Révolution française (de Vinols et Ranvier de Bellegarde). Difficile d’établir faute d’études approfondies si le château a subi des dommages pendant la Révolution : c’est probablement à cette période que les blasons du portail ont été martelés. Le dernier seigneur de Bellegarde, Jean-Marie Ranvier, a été exécuté avec son frère pendant la Terreur en 1794.

## Démographie
L'évolution du nombre d'habitants est connue à travers les recensements de la population effectués dans la commune depuis 1793. Pour les communes de moins de 10 000 habitants, une enquête de recensement portant sur toute la population est réalisée tous les cinq ans, les populations de référence des années intermédiaires étant quant à elles estimées par interpolation ou extrapolation. Pour la commune, le premier recensement exhaustif entrant dans le cadre du nouveau dispositif a été réalisé en 2005.

En 2022, la commune comptait 2 004 habitants, en évolution de +1,16 % par rapport à 2016 (Loire : +1,32 %, France hors Mayotte : +2,11 %).
| 1793  | 1800 | 1806 | 1821  | 1831  | 1836  | 1841  | 1846  | 1851  |
| ----- | ---- | ---- | ----- | ----- | ----- | ----- | ----- | ----- |
| 1 000 | 721  | 782  | 1 094 | 1 133 | 1 229 | 1 194 | 1 306 | 1 345 |

| 1856  | 1861  | 1866  | 1872  | 1876  | 1881  | 1886  | 1891  | 1896  |
| ----- | ----- | ----- | ----- | ----- | ----- | ----- | ----- | ----- |
| 1 399 | 1 468 | 1 457 | 1 431 | 1 453 | 1 613 | 1 638 | 1 553 | 1 528 |

| 1901  | 1906  | 1911  | 1921  | 1926  | 1931  | 1936  | 1946  | 1954  |
| ----- | ----- | ----- | ----- | ----- | ----- | ----- | ----- | ----- |
| 1 510 | 1 501 | 1 438 | 1 236 | 1 173 | 1 181 | 1 092 | 1 084 | 1 028 |

| 1962  | 1968  | 1975  | 1982  | 1990  | 1999  | 2005  | 2006  | 2010  |
| ----- | ----- | ----- | ----- | ----- | ----- | ----- | ----- | ----- |
| 1 047 | 1 043 | 1 081 | 1 280 | 1 283 | 1 464 | 1 757 | 1 775 | 1 847 |

| 2015  | 2020  | 2022  | - | - | - | - | - | - |
| ----- | ----- | ----- | - | - | - | - | - | - |
| 1 979 | 1 987 | 2 004 | - | - | - | - | - | - |

## Sport
- Bellegarde Sports
- Entente Plaine Montagne
- Union Bouliste

## Culture locale et patrimoine

### Lieux et monuments
- Château des seigneurs de Bellegarde (XVIe siècle) : il a été construit au milieu du XVIe siècle par la famille de Bron de la Liègue dans l'emprise de l'ancien village fortifié. Il a été modifié dans la deuxième moitié du XIXe siècle par la famille de Rivérieulx de Chambost. Ce château appartient aujourd'hui à la famille de Sorbier de Pougnadoresse avec une continuité généalogique depuis 1680 et à la vente du château à Pierre de Vinols. Il est inscrit partiellement MH depuis 1987[32].
- Chapelle Saint-Pierre de Montmeyn (ou Montmain) : cette chapelle semble avoir été construite au Haut Moyen-Âge[20]. Elle est mentionnée dans un terrier de Bellegarde levé entre 1355 et 1357 pour Renaud de Forez, fils cadet du comte Jean Ier, qu'il avait reçu en apanage en 1324[20]. Elle est à nouveau mentionnée au début du XVe siècle sous son vocable et son toponyme actuel, Beati Petri de Montemedio[33]. D'après les nombreuses donations à son luminaire au Moyen-Âge, la chapelle semble avoir été un lieu de culte particulièrement vénéré au point de susciter jusqu'au XXe siècle des pèlerinages pour soigner les animaux[34].
- Porte Baudin (ou Bandin) : ancienne porte de l'enceinte médiévale du bourg.
- Vestiges de l'enceinte médiévale
- Église Saint-Ennemond (XIXe siècle) : l'église actuelle a été construite à la fin du XIXe siècle, en lieu et place de l'ancienne église du prieuré Notre-Dame-des-Farges. Le clocher de l'ancienne église semble avoir été préservé jusqu'en 1889 puis abattu définitivement[35]: il ne reste plus qu'un morceau de mur arasé. Plusieurs éléments provenant de l'ancienne église ont été préservés : l'une des cloches datée de 1604 (classée MH) portant la dédicace de ses commanditaires, Antoine de Bron et son épouse Jeanne de Sassenage[36], ainsi qu'un chapiteau roman conservé à la Diana[37].
- Ancienne mairie (XIXe siècle)
- Porte de l'ancienne maison dite de Claude Javogues, inscrite MH en 1947[38].
- Ancien moulin à trèfle
- Ancien viaduc ferroviaire

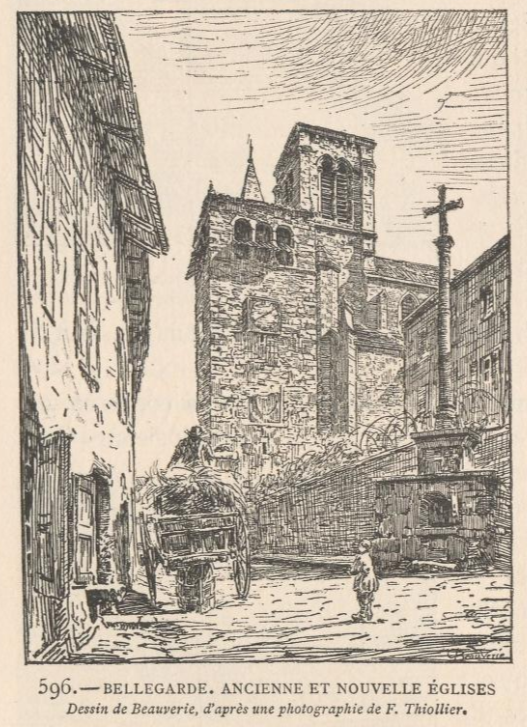
Clocher de l'ancienne église Notre-Dame et nouvelle église Saint-Ennemond vers 1880 d'après Félix Thiollier et Charles Beauverie[39].
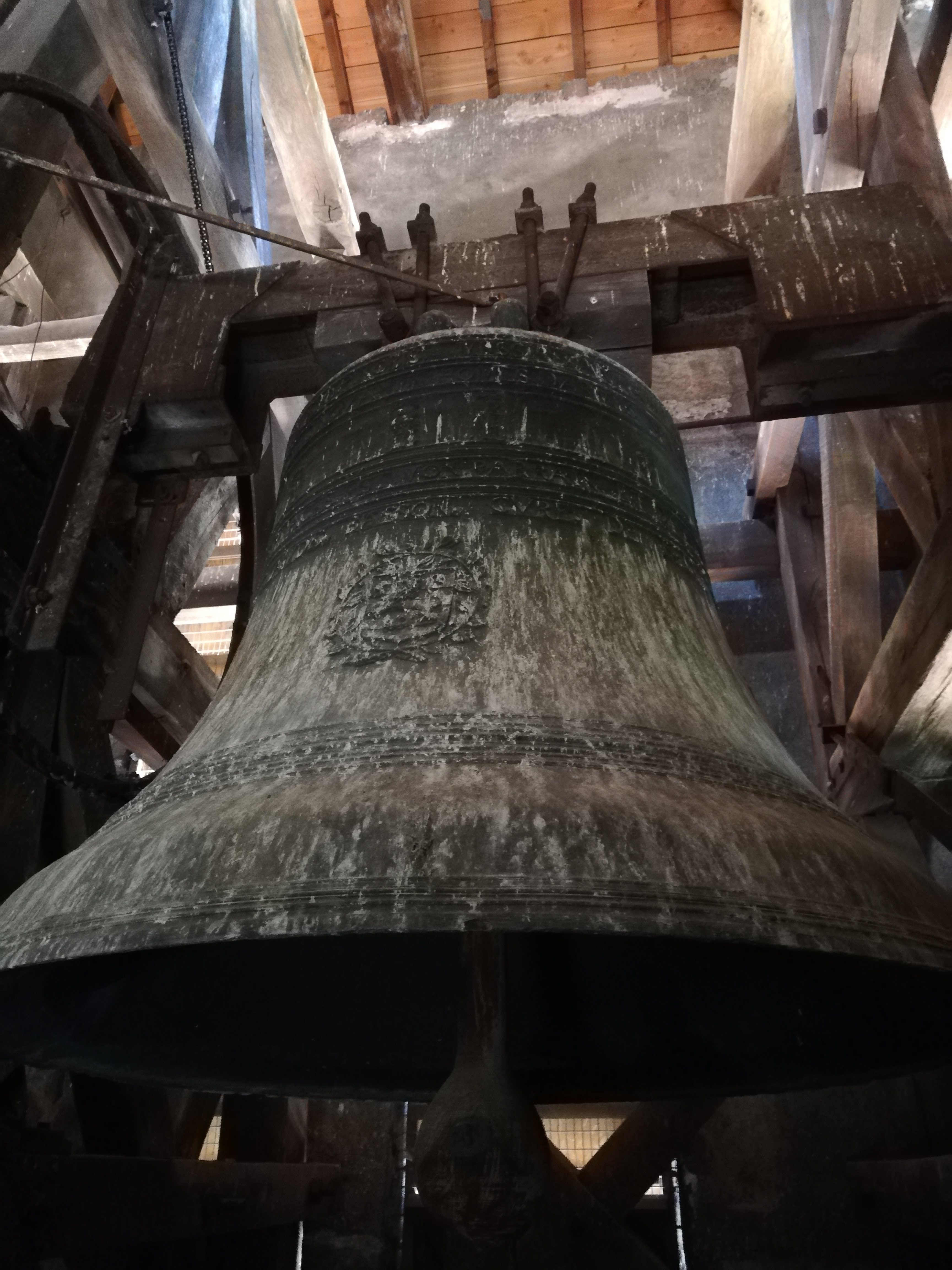
La cloche (1604) commandée par Antoine de Bron, l'une des plus anciennes encore conservées dans le Forez[40].

### Personnalités liées à la commune
Claude Javogues (1759-1796), député à la Convention, siégeant à la Montagne, y est né.